# مشروع 58
مشروع 58 هو مشروع يتكون من 4 تجارب نووية أجرتها الولايات المتحدة في 1957-1958 في موقع تجارب نيفادا. سبقت هذه الاختبارات سلسلة عمليات بلامبوب وتلتها سلسلة عملية البسكويت الأولى.
جميع الاختبارات في مشروع 58 كانت اختبارات سلامة من نقطة واحدة حيث كانت تهدف إلى تجميد تصميمات الجهاز قبل الاختبارات الشاملة في عملية البسكويت الأولى.
لم يكن من المتوقع تحقيق عائد كبير من أي منهما لكن الاختبار الثاني الذي تم إجراؤه في 9 ديسمبر حقق إنتاج غير متوقع قدره 500 طن.